# Брас, Венсеслау
Венсесла́у Брас Пере́йра Го́мис (порт. Venceslau Brás Pereira Gomes; 26 февраля 1868, Сан-Каэтано-да-Варгем-Гранде, Минас-Жерайс, Бразильская империя — 16 мая 1966, Итажуба, Минас-Жерайс, Бразилия) — бразильский государственный деятель, адвокат и прокурор, девятый президент Бразилии (1914—1918).

## Биография

### Ранние годы
Родился в семье мэра города Сан-Каэтано-да-Варгем-Гранде, который позже в его честь был переименован в Бразополис. Окончив в 1890 году Юридический факультет университета Сан-Паулу, начал юридическую практику. Затем становится и прокурором и мэром города Монти-Санту-ди-Минас, мэром Жакуи.
В 1892 году был избран депутатом в законодательную ассамблею Минас-Жерайса, в 1896 — федеральным депутатом. С 1898 по 1902 год занимал пост министра внутренних дел и юстиции Минас-Жерайса (в правительстве Силвиану Брандана). В 1903 году вновь занял кресло федерального депутата.
В 1909—1910 годах занимал пост губернатором штата Минас-Жерайс. В 1910 году был избран на пост вице-президента Бразилии, одновременно являлся президентом Сената Бразилии.

### На посту президента
Занял пост президента Бразилии 15 ноября 1914 года как компромиссный кандидат, который устроил все штаты Бразилии, получив 532 107 голосов против 47 782 голосов, отданных за Руя Барбосу.
Важным событием периода его президентства стало подавление восстания Контестаду в 1915 году, вспыхнувшего на юге страны, на границе штатов Парана и Санта-Катарина. Разбить повстанцев, доведённых до отчаяния нищетой и безразличием властей, удалось только ценой множества жертв, благодаря войсковой операции с участием 6 тысяч солдат и применением пушек, пулемётов и авиации. В 1916 году по инициативе президента была точно определена граница между двумя штатами.
Во время правления Браса 26 октября 1917 года Бразилия официально объявила войну Германии и вступила в Первую мировую войну, однако её роль ограничилась лишь обеспечением союзников товарами и морским транспортом: бразильские генералы, осознавая слабость армии, которая не могла справиться даже с крестьянским восстанием, отказались посылать войска в Европу в помощь Антанте.
В экономической политике вследствие трудностей с импортом промышленных товаров из Европы способствовал национальной индустриализации, однако в целом Бразилия оставалась аграрной страной.
Он также столкнулся с несколькими попытками военных захватить власть, в том числе восстанием сержантов (1915), в котором участвовал младший офицерский состав. Другие заметные события президентства Браса — эпидемия испанского гриппа, унёсшая жизни 15 тысяч бразильцев, и принятие конгрессом Гражданского кодекса 1 января 1917 года.

## Память
Имя Венсеслау Браса носят муниципалитет Президенти-Венсеслау в штате Сан-Паулу, а также одноимённые муниципалитеты Венсеслау-Брас в штатах Минас-Жерайс и Парана.

## Факты
- Является одним из самых долгоживущих руководителей глав государств и правительств в мире.
- Самый долгоживущий президент Бразилии.